# Hàm (họ)
Hàm là một họ của người châu Á. Họ này có ở Trung Quốc (chữ Hán: 咸, Bính âm: Xián) và Triều Tiên (Hangul: 함, Romaja quốc ngữ: Ham). Họ này đứng thứ 274 trong danh sách Bách gia tính.

## Người Trung Quốc họ Hàm
- Hàm Khâu Mông, học trò của Mạnh Tử
- Hàm Tuyên, đại thần Tây Hán
- Hàm Kí, danh thần nhà Đường

## Người Triều Tiên họ Hàm
- Hahm Eun-jung (Thành viên nhóm nhạc Kpop T-Ara) (Hán Việt: Hàm Ân Tinh), ca sĩ, diễn viên, MC và người mẫu chụp ảnh quảng cáo người Hàn Quốc